# Scotinotylus bodenburgi
Espèce
Synonymes
- Erigone bodenburgi Chamberlin & Ivie, 1947

Scotinotylus bodenburgi est une espèce d'araignées aranéomorphes de la famille des Linyphiidae.

## Distribution
Cette espèce se rencontre aux États-Unis en Alaska et au Canada au Yukon,.

## Description
La femelle décrite par Millidge en 1981 mesure 1,70 mm.

## Étymologie
Son nom d'espèce lui a été donné en référence au lieu de sa découverte, Bodenburg Butte.

## Publication originale
- Chamberlin & Ivie, 1947 : The spiders of Alaska. Bulletin of the University of Utah, Biological Series, vol. 37, no 10, p. 1-103.